# 小澤公平
小澤 公平（おざわ こうへい、1943年8月4日 - ）は、東京都出身の俳優、小説家、脚本家、作詞家、作曲家である。
実父は脚本家、劇作家、小説家、作詞家で著名な小沢不二夫、実母はムーランルージュ新宿座に所属していた女優の市川弥生（1922年3月 - 2008年5月5日）、実妹は歌手、声優の水沢有美、実弟は元サンテックジャパン社長の小澤夢生（1958年4月6日 - ）。

## 来歴・人物
両親がムーランルージュ新宿座所属の劇作家や女優として活躍していたため、小澤自身も幼い頃からバレエや稽古に通わされていたが、本人は野球選手になるのが夢だったため野球の練習に明け暮れており稽古事は好きではなかったと言う。しかし1958年、中学3年生だった15歳の時に肘を壊してしまい、野球選手への夢を断念した事がきっかけとなってラジオ俳優としてデビューし芸能界入りを果たす。その後日本大学第二高等学校、日本大学芸術学部（のちに中退）に進学。その傍らで東映テレビや東宝演劇部とも契約を行い、先輩俳優の森繁久彌などに付いて演技を学びながらNHKの大河ドラマ『竜馬がゆく』等、220本を超す様々な映画やテレビドラマ、舞台などで俳優として活躍する傍ら、モダンバレーの教師なども行っていた。父親が著名な脚本家、劇作家だったため、デビューから数年間は父親が脚本を書いたドラマや舞台劇の出演が多かった。
俳優時代は台本を完璧に覚えるのではなく、台本に目を通してある程度セリフを覚えた上で身体を使った表現力やアドリブを多用するスタンスをとっていたと言う。本人も「セリフは台本を読むのではない。五感を使って相手が何をいおうとしているのかキャッチする。それが体の中に入ってきて、自分のセリフが出てくる」、「演技は真心がなければできない。真心が自然に出てくるようになれば、もう教えることはだいたい教えたと言うことになる」、「だれでも真心はあるのに、それを表現する演技を身につけていない。それを教える。同時に考えさせる。セリフを忘れたときにどうアドリブを出していくかが大切だ。それを考えさせる」と後に語っている。
1979年に東宝演劇部を退社した後も俳優業を続け、1981年に俳優業を引退。引退後は沖縄県に移住し、劇作家や脚本家として活動を開始する。
沖縄県移住後は主に沖縄テレビ放送や琉球放送など県内ローカル放送のドラマや県内公開の舞台、演劇、芝居などの脚本や小説を執筆する傍ら、1983年にマキノ正幸が設立した沖縄アクターズスクールの立ち上げに協力した。その後、1984年に沖縄タレントアカデミーを設立、これまでに女優の仲間由紀恵や歌手の亜波根綾乃など様々な歌手や俳優を育て上げ、現在も校長として若手の育成に力を注いでいる。宜野湾市、具志川市の市民劇制作並びに、宜野湾市教育委員会主催の宜野湾ライブの業務委託も行っている。
脚本、演出家としては1979年にCMの企画に携わって以来、2015年現在までに2500本以上の作品の脚本や演出などを手掛けているほか、俳優や脚本演出家としての経験のノウハウを広げるための講演会や講習会も積極的に行っている。2005年からは沖縄全日空ホテルズのラグナガーデンホテルでホテルマンや従業員を対象にした俳優養成講座を定期的に行い、教師として俳優時代の経験で活かしたノウハウを従業員に教え、ホテルの接客サービス向上に努めている。
俳優業は長らく引退状態であったが、沖縄県移住後も散発的ながらNHKや琉球放送などのテレビやラジオの番組にゲストとして出演したり、沖縄芝居や舞台に出演して舞台俳優として活躍していた。その後、2011年公開の映画「ムーランルージュの青春」に出演した事をきっかけに本格的に俳優業を再開した。最近では2015年公開の映画「残波」に瀬名波役で出演している。
また、現在も本人を含めた沖縄タレントアカデミーのメンバーで両親が活躍したムーランルージュ新宿座を再現する事や、本場フランスのムーラン・ルージュに出演する事を目標にしている。

## 略歴
- 1943年（昭和18年）8月4日、東京都板橋区（現在の練馬区）で生まれる。
- 1958年（昭和33年）ラジオ東京の「オシズさんハイ」でデビュー。
- 1959年（昭和34年）東映テレビと契約し、本格的なスクリーンデビューを果たす。多数の映画やテレビ番組に出演。
- 1963年（昭和38年）モダンバレー教室を開校。
- 1965年（昭和40年）東宝演劇部に入社。ミュージカルタレントとして名を馳せ、数々のドラマ、舞台、コメディーに出演する。
- 1979年（昭和54年）東宝演劇部を退社。退社後はフリーとして様々なドラマに出演した。また、この頃より脚本家や劇作家としても活動するようになる。
- 1981年（昭和56年）俳優業を引退。沖縄県に移住して脚本家、劇作家としての活動に転向。
- 1984年（昭和59年）沖縄県那覇市に沖縄タレントアカデミーを開校。
- 1993年（平成5年）代理店および製作会社の株式会社R.A.P（Ryukyu Accomplishment Production）をアカデミー内に設立。
- 1995年（平成7年）マルチメディア学院を開校。
- 2005年（平成17年）ラグナガーデンホテルの俳優養成講座の教師に赴任。
- 2011年（平成23年）映画「ムーランルージュの青春」に出演。本格的に俳優活動を再開。

## 主な出演作品
- 風雲黒潮丸（1961年）
- 少年ケニヤ （1961年）
- 放浪記（1962年）
- 君も出世ができる（1964年）
- 竜馬がゆく（1968年）
- 特別機動捜査隊
- 雪国
- おしの
- 淀どの日記
- 空に真っ赤な雲の色
- 東宝歌舞伎
- アニー
- HOTNIGHT おきなわ愛ランド　夏休みちびっこカラオケ大会（1988年、RBC琉球放送）- 審査員として[2]。
- スイートチャリティー
- ムーランルージュの青春（2011年）
- 残波（2015年）

## 主な脚本作品
- 男の子は聞いちゃ駄目!
- ハーモニー家の人々
- 尚巴志物語